# Umberto Ongania
Umberto Ongania (Venezia, 10 dicembre 1867 – 1942) è stato un pittore italiano.

## Biografia
Primogenito di Ferdinando Ongania, dipinse principalmente vedute della sua città natale, utilizzando sia acquerelli che oli. Espose nel 1887 a Venezia La Porta della Carta e nel 1888 a Bologna Il Palazzo Ducale di Venezia. Continuò a dipingere fino ai primi decenni del XX secolo.
Fu uno dei tanti illustratori che collaborarono all'illustrazione di un libro sulla Basilica di San Marco, con testo di Camillo Boito, edito dal padre Ferdinando.
Sposò Elena Belozerskij, la figlia di Ivan Ivanovic Belozerskij.